# Senho-Klasse
Die Senho-Klasse (japanisch 潜補型潜水艦 Sen-Ho-gata sensuikan, deutsch ‚Tanker-U-Boot‘), nach dem Typboot auch als I-351-Klasse (jap. 伊三百五十一型潜水艦 I-san-byaku-go-jū-ichi-gata sensuikan) bezeichnet, war eine Klasse von zwei U-Booten der Kaiserlich Japanischen Marine.

## Allgemeines
Die japanische Marine hatte mit den Flugbooten des Typ Kawanishi H8K Anfang der 1940er Jahre das weltweit leistungsfähigste Flugzeug ihrer Art zur Verfügung. Um die schon große Reichweite dieser Maschinen noch weiter zu steigern und sie für strategische Operationen (siehe Operation K) einsetzen zu können, wurden spezielle U-Boot-Tanker benötigt, um die Flugboote zu versorgen. Auf Grund der Kriegslage bzw. Situation der japanischen Marine zum Ende des Pazifikkrieges wurden entsprechende spezielle Kapazitäten aber nicht mehr benötigt.
Im Rahmen des 5. Kreis-Bauprogramms (Maru 5 Keikaku) von 1941 wurden Bauaufträge für sechs Boote erteilt. Von diesen wurden drei 1942 und ein weiteres 1943 storniert. Nur die Boote I-351 und I-352 wurde bei der Marinewerft in Kure auf Kiel gelegt. I-351 wurde im Januar 1945 in Dienst gestellt, aber bereits im Juli durch ein amerikanisches U-Boot versenkt. Eine Indienststellung für I-352 erfolgte nicht, da es durch einen amerikanischen Luftangriff in der Bauwerft zerstört wurde.

## Liste der Boote
| Bau-Nr.     | Name                       | Bauwerft                   | Stapellauf                 | Indienststellung                                                  | Verbleib                                                                                         |
| ----------- | -------------------------- | -------------------------- | -------------------------- | ----------------------------------------------------------------- | ------------------------------------------------------------------------------------------------ |
| 655         | I-351                      | Marinewerft Kure           | 24. Februar 1944           | 28. Januar 1945                                                   | versenkt am 14. Juli 1945 durch das amerik. U-Boot USS Bluefish, nördlich der Insel Natuna Besar |
| 656         | I-352                      | Marinewerft Kure           | 23. April 1944             | am 22. Juni 1945 bei amerik. Luftangriff in der Bauwerft zerstört | am 22. Juni 1945 bei amerik. Luftangriff in der Bauwerft zerstört                                |
| 657         | I-353                      | Marinewerft Kure           | Bauauftrag 1943 storniert  | Bauauftrag 1943 storniert                                         | Bauauftrag 1943 storniert                                                                        |
| 730 731 732 | Bauaufträge 1942 storniert | Bauaufträge 1942 storniert | Bauaufträge 1942 storniert | Bauaufträge 1942 storniert                                        | Bauaufträge 1942 storniert                                                                       |

## Technische Beschreibung

### Antrieb
Der Antrieb erfolgte bei Überwasserfahrt durch zwei Dieselmotoren, mit einer Gesamtleistung von 3700 PS (xx kW), und bei Unterwasserfahrt durch zwei Elektromotoren mit 1200 PS (5.443 kW). Diese gaben ihre Leistung an zwei Wellen mit jeweils einer Schraube ab. Die Höchstgeschwindigkeit über Wasser betrug 15,75 kn (29 km/h) und unter Wasser 6,3 kn (12 km/h). Dies ermöglichte über Wasser eine Fahrstrecke von 13.000 sm (24.076 km) bei 14 kn und unter Wasser von 100 sm (185 km) bei 3 kn.

### Bewaffnung

#### Torpedos
Die Torpedobewaffnung bestand aus vier Torpedorohren im Bug, mit einem Durchmesser von 53,3 cm. Für diese konnten bis zu 4 Torpedos, wie solche des Typs 95, mitgeführt werden.

#### Flugabwehr
Die Flugabwehrbewaffnung bestand aus sieben 2,5-cm-Maschinenkanonen Typ 96 in zwei Doppel- und einer Drillingslafette. Die 2,5-cm-Maschinenkanonen verschossen im Einsatz rund 110 bis 120 Schuss pro Minute, die effektive Reichweite lag bei etwa 3 Kilometern bei 85° Rohrerhöhung.

### Frachtkapazität
Die Frachtkapazität betrug 371 t Flugbenzin, 11 t Frischwasser und an Munition sechzig 550-kg-Bomben oder dreißig Bomben und fünfzehn Lufttorpedos.

## Besatzung
Die Besatzung hatte eine Stärke von 77 Offizieren, Unteroffizieren und Mannschaften.